# Boncești
Boncești falu Romániában, Erdélyben, Fehér megyében.

## Fekvése
Topánfalva mellett fekvő település.

## Története
Bonceşti korábban Topánfalva része volt, 1956 körül vált külön 132 lakossal.
1966-ban 150 lakosából 131 román, 1 magyar, 18 cigány, 1977-ben 181 lakosából 154 román, 1 magyar, 26 cigány, 1992-ben 165 lakosából 156 román, 9 cigány, 2002-ben 151 lakosából 130 román, 21 cigány volt.